# Estação Prómorar
A Estação Prómorar é uma das estações do Sistema de Trens Urbanos de Natal, situada em Natal, entre a Estação Cidade da Esperança e a Estação Pitimbu. Faz parte da Linha Sul.
Localiza-se na Rua Oeste. Atende o conjunto Prómorar, no bairro da Cidade da Esperança.